# کلیشا درخ
کلیشادرخ، روستایی از توابع شهرستان لنجان در استان اصفهان است.
روستای کلیشادرخ در مرز چهارمحال و بختیاری قرار گرفته‌است. موقعیت این روستا دقیقاً در غربی‌ترین نقطه مرزی شهرستان لنجان است. کلیشادرُخ، در ۷۰ کیلومتری اصفهان و۳۰کیلومتری شهرکُرد قراردارد.

## جمعیت
این روستا در دهستان زیرکوه قرار دارد و براساس سرشماری مرکز آمار ایران در سال ۱۳۸۵، جمعیت آن ۱٬۶۸۴ نفر (۴۵۳خانوار) بوده‌است.